# Esso (Botlek)

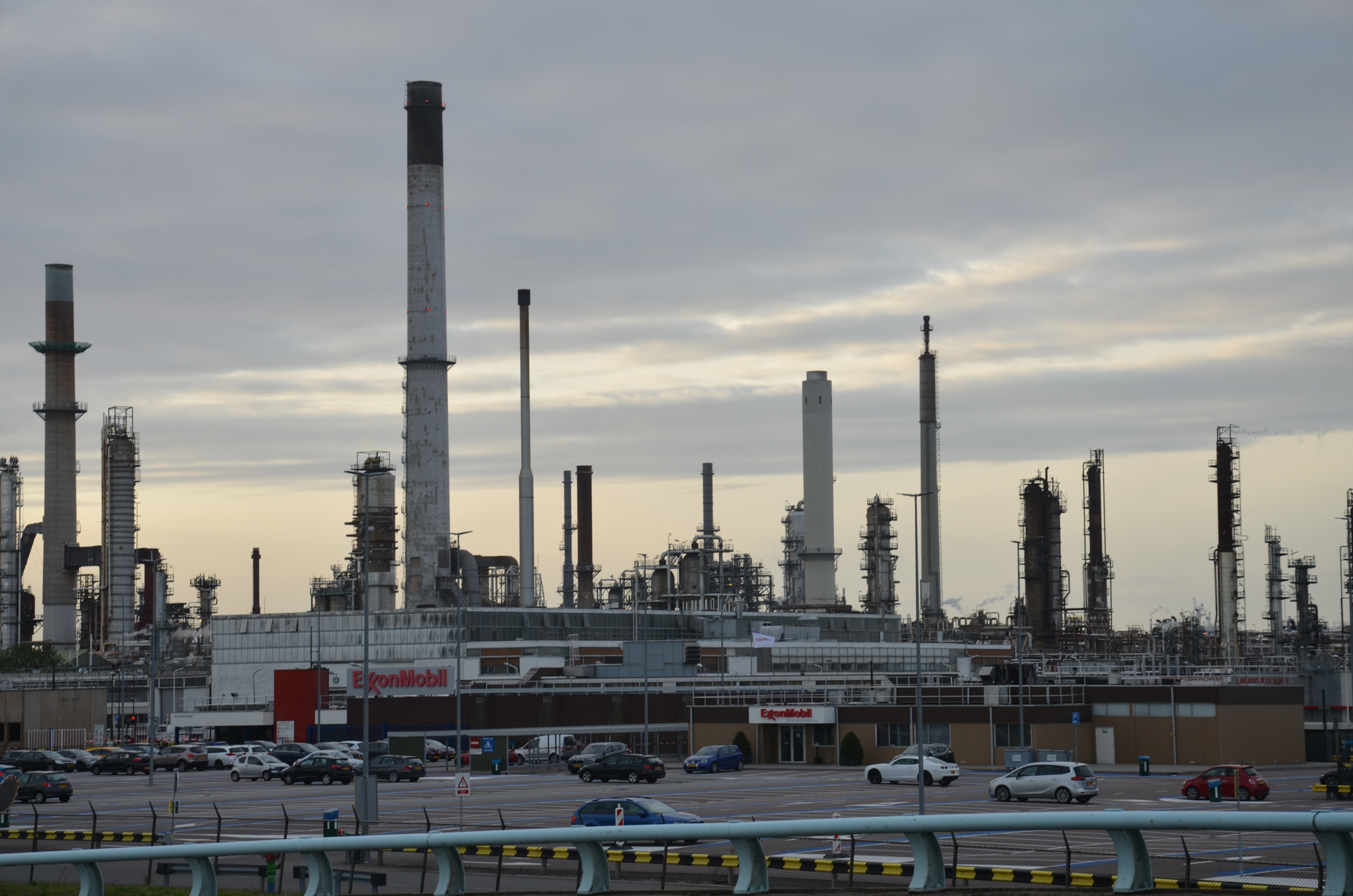
ExxonMobil-raffinaderij Botlek 2019

De Esso-raffinaderij in het Botlekgebied (sinds 1999: ExxonMobil) is een aardolieraffinaderij waarvan de bouw begon in 1958. De raffinaderij en de nabijgelegen aromatenfabriek zijn gevestigd aan Botlekweg 121. Bij de raffinaderij werken ongeveer 570 mensen. Ook de andere nabijgelegen chemische fabrieken van Esso worden in dit artikel behandeld.

## Raffinaderij

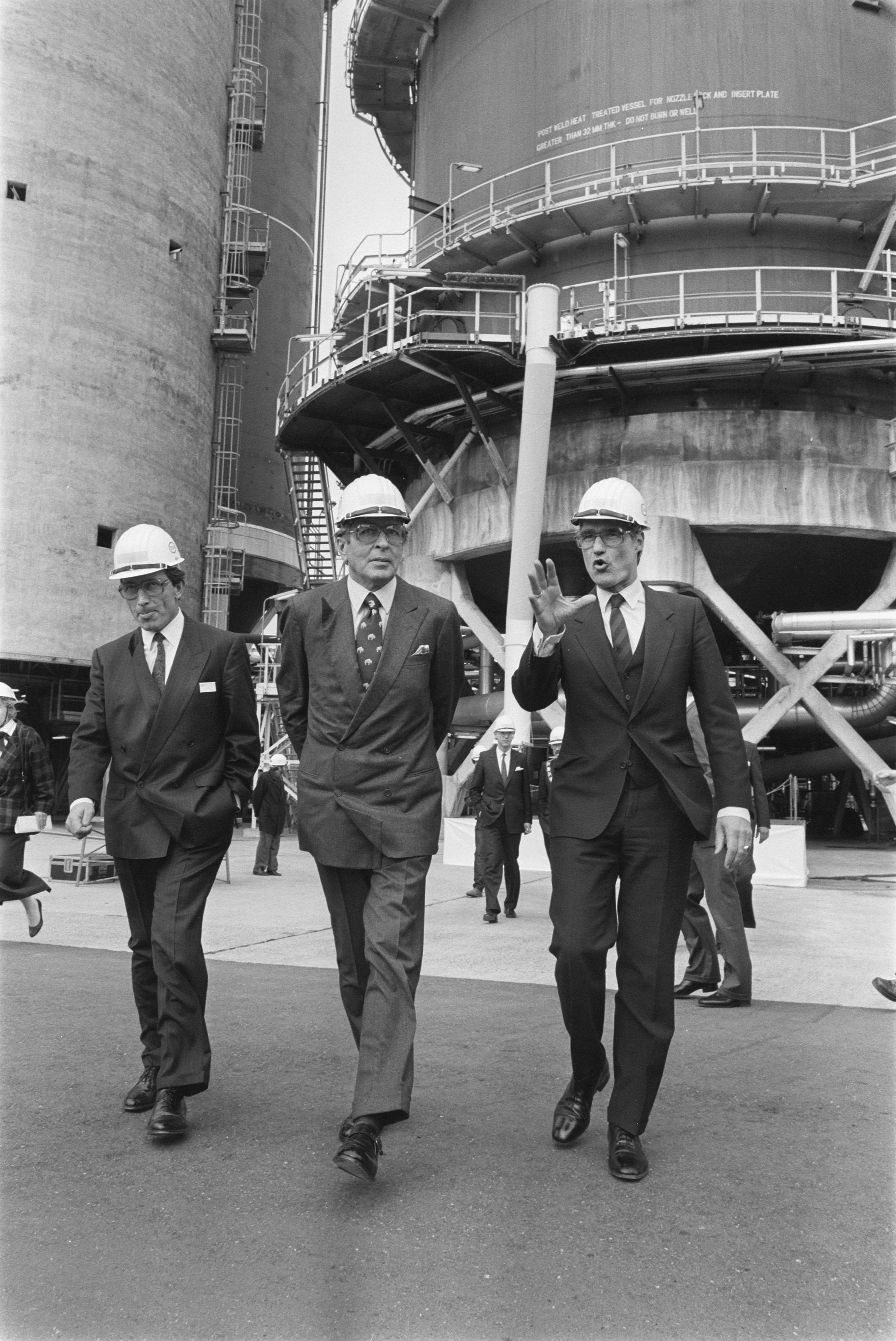
Flexicoker-raffinaderij geopend door Prins Claus, 26-3-1987

De raffinaderij werd officieel geopend door Prins Bernhard op 12 mei 1960. Dit was in de tijd van een snelle toename van het aardoliegebruik. De raffinaderij was voor die tijd groot en modern.
In 1963 werd ze uitgebreid met een smeeroliemengfabriek die een capaciteit had van 35 kton/jaar. De dochter Esso Chemie nam in 1964 een aromatenfabriek in gebruik. Deze levert onder meer benzeen, tolueen en xyleen. Omstreeks deze tijd werd ook een opslagcapaciteit in Europoort gebouwd, daar de steeds grotere tankers het Botlekgebied niet meer konden bereiken. Er vonden uitbreidingen plaats en in 1969 had de raffinaderij reeds een verwerkingscapaciteit van 16.000 kton/jaar.
In 1977 werd een thermische kraakeenheid in werking gesteld, de zogeheten Visbreaker. In 1987 kwam de Flexicoker gereed. Hierin wordt de zware stookolie gekraakt, waarbij 70% lichtere aardolieproducten ontstaan en verder petroleumcokes.
In 1990 werd een warmte-krachtcentrale, de Cogen, in gebruik genomen en in 1993 kwam de hydrocracker gereed. Deze bevatte tevens een ontzwavelingsinstallatie, zodat zwavelarme brandstoffen konden worden geproduceerd. In 1994 werd de aromatenfabriek uitgebreid met een productie-installatie voor paraxyleen, een grondstof voor pet.
In 2010 werd een gedeelte van het Esso terrein overgedragen aan Air Products die er een  waterstoffabriek gebouwd heeft.
In oktober 2015 maakte ExxonMobil bekend ruim $1 miljard te investeren in de modernisering van de raffinaderij. Er kwam een additionele hydrocracker en de bestaande hydrocracker werd aangepast. Deze hydrocrackers produceren laagzwavelige brandstoffen, zoals diesel en kerosine, en basisoliën uit hoogzwavelige halffabricaten. Verder kwamen er zes nieuwe tanks bij, waardoor de opslagcapaciteit toenam met 140.000 m3. De bouw begon op 15 juni 2016 en in 2019 volgde de inhuldiging en was alles operationeel.

### Producten
Tot de producten van de raffinaderij behoren (per 2010):
- Lpg
- Gasvormige fracties (propaan, butaan en dergelijke)
- Nafta
- Kerosine
- Dieselolie
- Huisbrandolie
- Zwavel
- Petroleumcokes

## Aromatenfabriek
De aromatenfabriek werd in 1965 opgericht. Het is een van de grootste aromatenfabrieken ter wereld. De grondstof is nafta, wat verkregen wordt door stoomkraken bij de productie van ethyleen en voornamelijk benzeen en enkele lichtere koolwaterstoffen bevat. Ook reformaat wordt als grondstof gebruikt. Dit is een mengsel van benzeen, tolueen, xylenen en alifatische verbindingen en is een bijproduct van de Esso-raffinaderijen in geheel Europa. In de aromatenfabriek werken 140 mensen.
Tot de producten van de aromatenfabriek behoren:
- Benzeen, productiecapaciteit 600 kton/jaar
- Tolueen, productiecapaciteit 245 kton/jaar
- Orthoxyleen, productiecapaciteit 130 kton/jaar
- Paraxyleen, productiecapaciteit 480 kton/jaar

## Smeeroliemengfabriek
Deze fabriek werd in 1955 opgericht aan de Butaanweg 161 te Pernis. Ze was eigendom van Mobil Oil en kwam bij de fusie, in 1999, ook onder het ExxonMobil-concern. De fabriek werd sinds de oprichting steeds uitgebreid en werd de zesde ter wereld in zijn soort. Uitgaande van basisoliën, die in de raffinaderij worden geproduceerd, en additieven, worden via menging tal van smeermiddelen verkregen voor smering van machines en motoren in lucht- en scheepvaart, auto's en de industrie. Er werken 95 mensen.

## Weekmakerfabrieken
Er zijn drie fabrieken, en wel de Oxo-alcoholfabriek (ROP) aan de Merwedeweg 21 te Europoort, de ftaalzuuranhydridefabriek (PAN) aan de Welplaatweg 2 in het Botlekgebied, en de eigenlijke weekmakerfabriek (RPP), eveneens aan de Welplaatweg 2. De weekmakerfabriek werd in 1978 gebouwd. De oxo-alcoholfabriek werd overgenomen van Akzo in 1982, de ftaalzuuranhydridefabriek kwam tot stand in 1991.
De oxo-alcoholen worden vervaardigd uit olefinen in verschillende grades, die afkomstig zijn uit ruwe aardolie en per schip vanuit Engeland en Frankrijk worden aangevoerd. De olefinen worden ontzwaveld en reageren vervolgens met syngas. Het orthoxyleen, nodig voor de productie van ftaalzuuranhydride, wordt in de aromatenfabriek vervaardigd. Zowel oxo-alcoholen als ftaalzuuranhydride zijn grondstoffen voor de weekmakerfabriek, maar sommige oxo-alcoholen worden onder de merknaam Exxal aan derden verkocht. De weekmakers vinden hun weg onder merknamen als Jayflex, en worden gebruikt bij de fabricage van pvc.